# Alstroemeria altoparadisea
Alstroemeria altoparadisea este o specie de plante monocotiledonate din genul Alstroemeria, familia Alstroemeriaceae, descrisă de Pierre Félice Ravenna. Conform Catalogue of Life specia Alstroemeria altoparadisea nu are subspecii cunoscute.